# Кёпрюлю
Династия Кёпрюлю (тур. Köprülü, алб. Qyprilliu) — знатный род Османской империи, происходивший из Албании. К династии принадлежали семь великих визирей, а также несколько высокопоставленных военачальников. Их правление отличалось попытками остановить децентрализацию империи жёсткими административными мерами, а также продолжением активной военной экспансии в Европе.

## Визири
| имя                           | даты жизни | Великий визирь | при султане           |
| ----------------------------- | ---------- | -------------- | --------------------- |
| Кёпрюлю Мехмед-паша           | 1583–1661  | 1656–1661      | Мехмед IV             |
| Фазыл Ахмед-паша              | 1635–1676  | 1661–1676      | Мехмед IV             |
| Мерзифонлу Кара Мустафа-паша1 | 1634–1683  | 1676–1683      | Мехмед IV             |
| Кёпрюлю Абаза Сиявуш-паша2    | ум. 1688   | 1687–1688      | Сулейман II           |
| Фазыл Мустафа-паша Кёпрюлю    | 1637–1691  | 1689–1691      | Сулейман II, Ахмед II |
| Хусейн-паша Кёпрюлю           | ум. 1702   | 1697–1702      | Мустафа II            |
| Нуман-паша Кёпрюлю            | ум. 1719   | 1710–1710      | Ахмед III             |

1 Кара Мустафа был усыновлен семейством и приходился названным братом Фазилу Ахмет-паше.

2 Абаза Сиявуш был слугой, а затем стал зятем Кёпрюлю Мехмед-паши.

## Потомки
Представители династии ныне проживают в Турции и в США, к роду принадлежит Мехмет Фуат Кёпрюлю, министр иностранных дел Турции (1950—1957), ведущий историк турецкой литературы.